# Clubhouse (application)
Pour les articles homonymes, voir Clubhouse.
Clubhouse est une application logicielle de réseautage social pour appareils mobiles développée par Paul Davison et Rohan Seth qui permet via des chambres privées et sur invitation, de converser à plusieurs.

## Histoire
L'application a connu un vif intérêt après une interview d'Elon Musk par le club GOOD TIME en janvier 2021, puis un tweet qui suivit le 10 février, et un autre où Musk a invité le président Vladimir Poutine à venir débattre avec lui,. En Allemagne, les animateurs de podcasts allemands Philipp Klöckner et Philipp Gloeckler ont lancé en janvier 2021 une chaîne d'invitation à partir d'un groupe sur l'application Telegram qui contribua à populariser l'application, attirant des influenceurs, des journalistes et des politiques allemands sur celle-ci.
Comme elle n'a pas été censurée et bloquée par la Chine jusqu'au début de février 2021, Clubhouse a attiré un certain nombre d'internautes chinois pour discuter de divers sujets, y compris des sujets politiquement sensibles, notamment Manifestations à Hong Kong et du statut politique de Taiwan,,. Le 8 février 2021, l'application a été bloquée en Chine,.
En janvier 2021, une première levée de fonds valorise Clubhouse à 1 milliard de dollars. En avril 2021, une nouvelle levée de fonds est annoncée par l'entreprise à Bloomberg qui la valorise à 4 milliards de dollars.
En avril 2021, Clubhouse annonce le lancement d'un système de rémunération pour ses utilisateurs créateurs d'événements sur la plateforme.
En 2023, la moitié des employés est licenciée.

## Accès au réseau social
L'application est début 2021 disponible uniquement sur invitation (bêta privée), sur iOS et en anglais. Il est néanmoins possible de télécharger l'application pour réserver un nom d'utilisateur en attendant d'y être convié. Chaque utilisateur peut inviter à son tour deux autres personnes. Ce système restreignant son accès pousse certains internautes à revendre sur Internet des invitations. Cependant, celui qui invite peut être tenu responsable du comportement des personnes qu'il a introduites sur la plate-forme. Ainsi, sur chaque profil apparaît le nom de la personne qui lui a permis d'y accéder.

## Critiques
Les questions liées à la politique de protection de la vie privée se posent car l'application crée des profils fantômes de personnes n'ayant jamais utilisé l'application auparavant mais étant dans les contacts de personnes l'utilisant. De plus Clubhouse enregistre les conversations des chambres privées. Fin janvier 2021, la Fédération des organisations allemandes de consommateurs a envoyé une lettre d'avertissement à la société Alpha Exploration Co, développeur de l'application, pour « graves lacunes juridiques » et violation du règlement général de la protection des données : aucune personne de contact n'est nommée responsable pour la protection des données et la collecte des données a lieu sans « objectif précis ».
À la suite de l'autorité allemande, la CNIL ouvre en mars 2021 une instruction en France sur Clubhouse pour transfert illégal de données personnelles.
L'inefficacité de la modération a également été pointée du doigt. La journaliste Taylor Lorenz a décidé de compiler les propos qu'elle juge inacceptables au sein d'un article dédié sur Medium.